# Alicia Granados
Alicia Granados (Manresa, 29 de mayo de 1954) es doctora en Medicina y Neumóloga. Ha sido gerente del Instituto Catalán de Salud y ha ocupado importantes puestos en el sector de la salud como asesora de las Naciones Unidas.

## Carrera musical
Nació en el seno de una familia emparentada con el músico catalán Enrique Granados por lo que se educó desde muy niña en los conocimientos musicales. Ingresó a los 6 años en el conservatorio para estudiar piano y guitarra; a los diez publicó su primer disco. En 1966, con doce años, ganó la VIII edición Festival Internacional de la Canción de Benidorm.
Su carrera artística comenzó cuando se presentó a uno de los concursos radiofónicos de principios de los 60, donde consiguió ganar gracias a sus conocimientos musicales. Fue entonces cuando decidió cambiar su nombre original, Amparo, por Alicia.
En un tiempo en el que aparecían continuamente fenómenos musicales infantiles, la discográfica Regal se interesó por ella y grabó su primer EP en 1964 con las canciones "El Jilguero del Monte / Alicia Es Así / Psicosis / Batiendo Palmas" y con el nombre artístico de “Alicia".
En 1966 el compositor Jorge Domingo, cuya canción “Nocturno” había sido seleccionada por el Festival de Benidorm buscaba un cantante que la interpretara y Alicia la cantó con gran éxito venciendo a Bruno Lomas, el favorito que interpretaba “Amor Amargo”. A raíz de este triunfo Belter publicó un sencillo con “Nocturno” y “Profesor” que fue un gran éxito de la época.
Ese mismo año y para Navidades, publicó con Belter un EP con las siguientes canciones: Perrito Pequinés / ABC Ye Yé / Buenas Noches Mamá / Mantenga Limpio Su Corazón", que apenas se vendió.
En 1967 se presentó al Festival de la Fortuna de Murcia con una canción protesta “No soy un guarismo” producida por Belter que no tuvo mucho éxito. Poco después participa en una película juvenil “La banda del Pecas” (Jesús Pascual 1968) un remedo hispano de las aventuras de los siete y los cinco, que tanto éxito tuvieron desde la literatura anglosajona, y que en España pasó desapercibida. En ella actuaba sin cantar, apareciendo en los créditos como Amparito Granados.
También en ese año actúa en el II Festival de la Canción Infantil de TVE y graba un disco con Los Stop y otros artistas, producido por Belter. Ya para entonces ha dejado de ser niña y va pensando en su retirada, aunque todavía graba un último trabajo en 1970, con el trío Alicia y Nubes grises, acompañada por dos chicos. Estas canciones "Aurora" u "Hombre y mujer", más otros títulos en castellano y catalán estuvieron en las listas de ventas. En 1973 dejaron de actuar.

## Desarrollo profesional en medicina y salud pública
Tras dejar su carrera artística a los 18 años, estudió medicina y se doctoró en la Universidad de Barcelona, especializándose en Neumología. Allí fue docente durante 11 años, dedicándose a la medicina pública desde entonces.
Fue fundadora de la Agencia de evaluación de tecnologías e investigaciones médicas, y cofundadora de la Internacional Network of Agencies for Health Technology Assessment (INAHTA).
Fue directora gerente del Instituto Catalán de la Salud (ICS) entre 2000 y 2003, y líder del Health Evidence Network (WHO-European Regional Office). Ha sido presidenta del Consejo Social de la Universidad Autónoma de Barcelona.
Ha sido profesora asociada de la Universidad de Barcelona, y presidenta de la International Society for Technology Assessment in Health Care (ISTHAC) y del Comité para la creación de la nueva Sociedad Internacional de Evaluación de Tecnologías para la Salud (HTAI). Es consultora de diversas Agencias de las Naciones Unidas (WHO, PAHO, World Bank). Es también una de las promotoras en la creación de la Fundación La Marató de TV3, que promueve la investigación científica de excelencia en el ámbito de la salud y su legitimación social en Cataluña.
También ha sido Gerente de Políticas de Evaluación de Tecnologías de la Salud en Merck Sharp & Dohme España, y más tarde la Directora de RSC de la multinacional norteamericana. Fue presidente de Forética (2008-2010).